# Sarnowo (powiat lidzbarski)
Sarnowo (niem. Rehagen) – wieś w Polsce, położona w województwie warmińsko-mazurskim, w powiecie lidzbarskim, w gminie Lidzbark Warmiński.
W latach 1975–1998 miejscowość należała administracyjnie do województwa olsztyńskiego. Wieś znajduje się w historycznym regionie Warmia.

## Nazwa
12 listopada 1946 r. nadano miejscowości polską nazwę Sarnowo.

## Historia
W 1933 r. w miejscowości mieszkało 326 osób, a w 1939 r. – 330 osób.